# José María Basualdo
José María Basualdo Elejalde (ur. 24 sierpnia 1943 w Luyando) – hiszpański kolarz przełajowy, srebrny medalista mistrzostw świata.

## Kariera
Największy sukces w karierze José María Basualdo osiągnął w 1970 roku, kiedy zdobył srebrny medal w kategorii amatorów podczas przełajowych mistrzostw świata w Zolder. W zawodach tych wyprzedził go jedynie Belg Robert Vermeire, a trzecie miejsce zajął jego rodak Norbert Dedeckere. Był też między innymi piąty w kategorii elite na mistrzostwach świata w Pradze w 1972 roku. Kilkakrotnie zdobywał medale mistrzostw kraju, w tym trzy złote. W 1976 roku zakończył karierę.